# Іванківська сільська рада (Черняхівський район)
Іванківська сільська рада — колишня адміністративно-територіальна одиниця та орган місцевого самоврядування у Черняхівському районі Київської та Житомирської областей Української РСР з адміністративним центром у селі Іванків.

## Населені пункти
Сільській раді на час ліквідації були підпорядковані населені пункти:
- с. Верболози
- с. Іванків

## Історія та адміністративний устрій
Створена 11 квітня 1934 року, відповідно до постанови Київського облвиконкому «Про утворення Іванківської сільради Черняхівського району», в складі с. Іванків Вільської сільської ради, хутора Верболози Зороківської сільської ради та колонії Людмилівка Вигодської сільської ради Черняхівського району Київської області. На 1 жовтня 1941 року кол. Людмилівка не значиться на обліку населених пунктів.
Станом на 1 вересня 1946 року сільська рада входила до складу Черняхівського району Житомирської області, на обліку в раді перебували села Верболози та Іванків.
Ліквідована 11 серпня 1954 року, відповідно до указу Президії Верховної ради Української РСР «Про укрупнення сільських рад по Житомирській області», територію ради та населені пункти приєднано до складу Зороківської сільської ради Черняхівського району Житомирської області.